# Gabriël Metsustraat 2-6

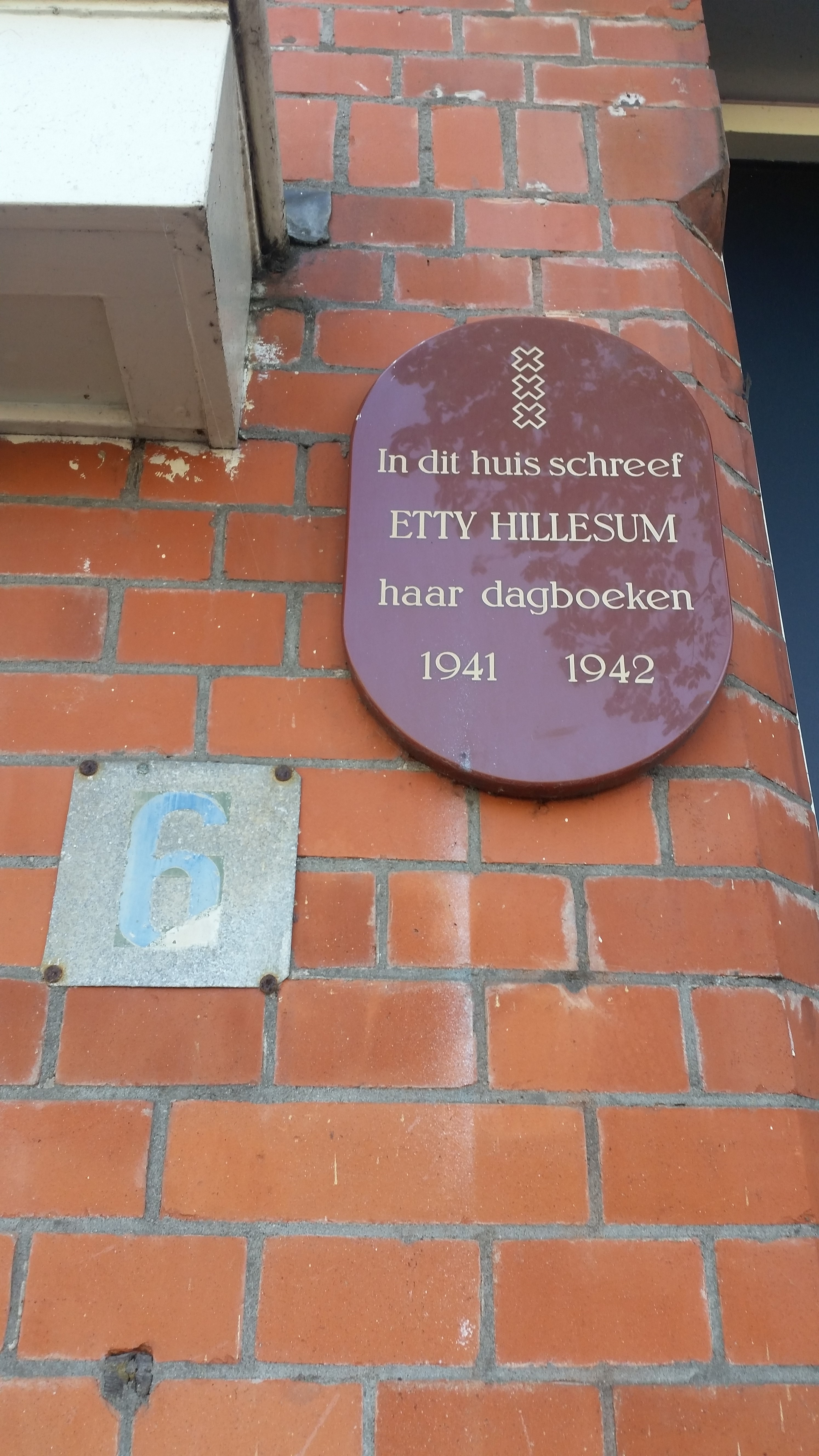
Plaquette Etty Hillesum (april 2020)

De Gabriël Metsustraat 2-6 te Amsterdam is een gebouwencomplex in Amsterdam-Zuid, Museumkwartier.

## Geschiedenis
De geschiedenis van het gebouw begint in juni 1898. De gemeente Amsterdam heeft hier niet veel eerder gronden van gemeente Nieuwer-Amstel geannexeerd en gaf erfpacht uit aan Herman Hendrik Everhard (1856-1940) voor het bouwen van een paardenstal etc. De Gabriël Metsustraat bestond toen nog niet, want er werd aangeduid met "geprojecteerde straten van de Van Baerlestraat naar de Ruysdaelkade". Hij had aan de Van Baerlestraat 60 (ongeveer liggend in de lengterichting van het Stedelijk Museum Amsterdam) een paardenstal die uitbreiding behoefde. Architecten Adriaan Willem Weissman en Piet Hein van Niftrik (1867-1941), die hier in de buurt meer ontwerpen voor gebouwen leverden, ontwierpen voor deze plek een pand met een asymmetrische gevel van wel 28 meter. Deze wordt opgesierd met houten erkers met spitsen, hier en daar een Frans balkon met afdakjes die wel in de chaletbouw worden toegepast, alles ter onderbrenging van koetshuizen op de begane grond met woonhuizen erboven. De koetshuizen zijn te herkennen aan de relatief brede poorten op de begane grond. Everhard ging in 1908 failliet en het gebouw werd geveild, alhoewel er tot 1913 een stalhouderij gevestigd bleef. In 1913 werd er opnieuw geveild en kwam het in handen van de Amsterdamsche Rijtuig Maatschappij (ARM), die er haar afdeling Automobiel Exploitatie Maatschappij (AEM) in onderbracht. Er kwamen showrooms en reparatiewerkplaatsen voor de door hun geëxploiteerde en te verkopen auto’s van Spyker en Wolseley Motor Company. Er brak voor het gebouw een lange periode aan waarin garages en autoshowrooms de begane grond in gebruik hadden; het laatst vanaf 1968 voor Saab Automobile, dat in 1990 naar Amsterdam-Zuidoost vertrok. Het pand kent eigenlijk vanaf dat moment een sluimerend bestaan in de buurt. 

### Bewoners
Een van de bekendere bewoners is Frederik s'Jacobs (1875-1943), een telg uit het geslacht s'Jacob, die functies bekleedde als ingenieur en wethouder. De bekendste bewoner is Etty Hillesum, die als studente woonde op Gabriël Metsustraat 6, 1 hoog, van 1937 tot 1942.

## 21e eeuw
Het gebouw kwam in de jaren tien van de 21e eeuw in het nieuws. Een onroerend-goedontwikkelaar wilde het gebouw kopen en het laten slopen ten faveure van nieuwbouw. De gemeente, die in eerste instantie nog een vergunning voor verkoop en sloop had willen afgeven, kwam daarop terug nadat buurtbewoners en historici haar hadden gewezen op het historisch belang van het gebouw. De gemeente had echter geen machtsmiddel om verkoop en sloop tegen te gaan, anders dan het gebouw tot gemeentelijk monument te verklaren. Diverse historici, ook vanuit de architectuur, wezen op het belang van dit laat 19e eeuwse gebouw; volgens hun mening waren al te veel panden uit die periode gesloopt. Vanaf mei 2020 werd onderzoek gedaan of het mogelijk was het gebouw alsnog tot monument te verklaren.
Op 17 juni 2020 maakte het Amsterdamse College van burgemeester en wethouders na een spoedprocedure bekend dat het het pand heeft aangewezen als gemeentelijk monument. Daarmee is sloop van de baan. De eigenaar stapte vervolgens naar de rechter om het monumentschap van tafel te krijgen. Ze voerde aan dat de verklaring tot monument politiek gemotiveerd zou zijn alsmede dat het gebouw sinds Hillesum zodanig veranderd was, dat het niet in aanmerking kwam voor een gemeentelijk monument. Tegenpartijen daarin waarin onder andere het NIOD en Anne Frank Stichting. De zaak liep tot aan de Raad van State, die april 2022 bepaalde dat de gemeente het gebouw terecht tot gemeentelijk monument had verklaard.
Sinds 3 juli 2020 ligt er voor de toegangsdeur nummer 6 een Stolpersteine voor Etty Hillesum.